# Super Trouper (album)
Super Trouper sedmi je studijski album švedskog sastava ABBA. Singlovi s albuma bili su "The Winner Takes It All", 
"On and On and On", "Super Trouper", "Happy New Year" i "Lay All Your Love on Me". Pjesma "The Way Old Friends Do" bila je snimljena na njihovoj turneji 1979.

## Popis pjesama
- Strana A

1. "Super Trouper" – 4:11
2. "The Winner Takes It All" – 4:55
3. "On and On and On" – 3:40
4. "Andante, Andante" – 4:39
5. "Me and I" – 4:54

- Strana B

1. "Happy New Year" – 4:23
2. "Our Last Summer" – 4:19
3. "The Piper" – 3:26
4. "Lay All Your Love on Me" – 4:33
5. "The Way Old Friends Do" (uživo) – 2:53

## Osoblje
Abba
- Benny Andersson – sintesajzer, klavijature, vokal
- Agnetha Fältskog – vokal
- Anni-Frid Lyngstad – vokal
- Björn Ulvaeus – gitara, vokal

Ostali izvođači
- Ola Brunkert – bubnjevi
- Lars Carlsson – rog
- Rutger Gunnarsson – bas-gitara
- Janne Kling – flauta, saksofon
- Per Lindvall – bubnjevi
- Janne Schaffer – gitara
- Åke Sundqvist – udaraljke
- Mike Watson – bas-gitara
- Lasse Wellander – gitara
- Kajtek Wojciechowski – saksofon